# Hendecourt-lès-Cagnicourt
Hendecourt-lès-Cagnicourt és un municipi francès situat al departament del Pas de Calais i a la regió dels Alts de França. L'any 2007 tenia 321 habitants.

## Demografia

### Població
El 2007 la població de fet de Hendecourt-lès-Cagnicourt era de 321 persones. Hi havia 120 famílies de les quals 28 eren unipersonals (12 homes vivint sols i 16 dones vivint soles), 32 parelles sense fills, 48 parelles amb fills i 12 famílies monoparentals amb fills.
La població ha evolucionat segons el següent gràfic:
Habitants censats

### Habitatges
El 2007 hi havia 133 habitatges, 125 eren l'habitatge principal de la família, 2 eren segones residències i 6 estaven desocupats. Tots els 133 habitatges eren cases. Dels 125 habitatges principals, 104 estaven ocupats pels seus propietaris, 19 estaven llogats i ocupats pels llogaters i 2 estaven cedits a títol gratuït; 2 tenien dues cambres, 12 en tenien tres, 29 en tenien quatre i 82 en tenien cinc o més. 90 habitatges disposaven pel capbaix d'una plaça de pàrquing. A 59 habitatges hi havia un automòbil i a 52 n'hi havia dos o més.

### Piràmide de població
La piràmide de població per edats i sexe el 2009 era:
| Homes | Edats   | Dones |
| ----- | ------- | ----- |
| 0     | 95 o +  | 0     |
| 0     | 90 a 94 | 0     |
| 0     | 85 a 89 | 0     |
| 0     | 80 a 84 | 8     |
| 8     | 75 a 79 | 4     |
| 4     | 70 a 74 | 8     |
| 12    | 65 a 69 | 12    |
| 4     | 60 a 64 | 20    |
| 4     | 55 a 59 | 12    |
| 16    | 50 a 54 | 4     |
| 0     | 45 a 49 | 4     |
| 4     | 40 a 44 | 0     |
| 16    | 35 a 39 | 12    |
| 16    | 30 a 34 | 16    |
| 8     | 25 a 29 | 8     |
| 0     | 20 a 24 | 16    |
| 0     | 15 a 19 | 8     |
| 8     | 10 a 14 | 8     |
| 12    | 5 a 9   | 12    |
| 4     | 0 a 4   | 0     |

## Economia
El 2007 la població en edat de treballar era de 183 persones, 134 eren actives i 49 eren inactives. De les 134 persones actives 119 estaven ocupades (66 homes i 53 dones) i 15 estaven aturades (7 homes i 8 dones). De les 49 persones inactives 17 estaven jubilades, 18 estaven estudiant i 14 estaven classificades com a «altres inactius».

### Ingressos
El 2009 a Hendecourt-lès-Cagnicourt hi havia 126 unitats fiscals que integraven 338 persones, la mediana anual d'ingressos fiscals per persona era de 15.974,5 €.

### Activitats econòmiques
Dels 9 establiments que hi havia el 2007, 1 era d'una empresa extractiva, 1 d'una empresa de construcció, 1 d'una empresa de comerç i reparació d'automòbils, 3 d'empreses d'informació i comunicació, 1 d'una empresa financera, 1 d'una empresa immobiliària i 1 d'una empresa classificada com a «altres activitats de serveis».
L'únic servei als particulars que hi havia el 2009 era una lampisteria.
L'any 2000 a Hendecourt-lès-Cagnicourt hi havia 13 explotacions agrícoles.

## Equipaments sanitaris i escolars
El 2009 hi havia una escola elemental integrada dins d'un grup escolar amb les comunes properes formant una escola dispersa.

## Poblacions més properes
El següent diagrama mostra les poblacions més properes.